# Cleptes albonotatus
Cleptes albonotatus  (лат.) — вид ос-блестянок рода Cleptes из подсемейства Cleptinae.

## Распространение
Восточная Азия: Китай (Guangdong).

## Описание
Мелкие осы-блестянки, длина около 6 мм; длина переднего крыла около 4 мм. Тело чёрного цвета (голова и мезосома без металлического блеска). Мандибулы черные, в передней половине буроватые (кирпичного цвета). Усики чёрные, с вентральной стороны сегменты F-IV в F-XI буроватые. Тегулы черно-бурые. Ноги черно-бурые, вертлуги, голени и лапки буроватые. Метасома черно-бурая, 1-й тергит с боков и в передней половине буроватый, Т-II-й тергит латерально с отчетливым бледными возвышениями. Голова покрыта крупными пунктурами. Мандибулы с 4 зубцами. 
Пронотум сужается кпереди. У самок 4 видимых тергита (у самцов пять).
Таксон Cleptes albonotatus принадлежит к видовой группе satoi species-group. Вид был впервые описан в 2013 году в ходе ревизии местной фауны китайскими энтомологами Вейем и Ксю (Na-sen Wei, Zai-fu Xu; Department of Entomology, College of Natural Resources and Environment, South China Agricultural University, Гуанчжоу, Китай) и итальянским гименоптерологом Паоло Роза (Paolo Rosa; Бернареджо, провинция Монца-э-Брианца, Италия).